# 卡布亞 (查梅區)
卡布亞（西班牙語：Cabuya），是巴拿馬的城鎮，位於該國中東部，由西巴拿馬省的查梅區負責管轄，面積44.8平方公里，海拔高度30米，2010年人口1,666，人口密度每平方公里37.2人。